# Ильинский, Александр Иоильевич
Александр Иоильевич Ильинский  (род. 7 апреля 1951) — доктор технических наук, профессор департамента мировой экономики и мировых финансов Финансового университета при Правительстве Российской Федерации, профессор кафедры макроэкономического регулирования.

## Биография
Родился 7 апреля 1951 года в Москве.
В 1973 году окончил Новосибирский государственный университет по специальности физика и прикладная математика. В 1975—1998 годах работал в Московском лесотехническом институте, где прошел путь от аспиранта до профессора физики; доктор технических наук по специальности «Системы обработки информации и управления» (диссертация на тему «Синтез спектральных методов идентификации тепловых нагрузок», 1996 год).
В 1987 году обучался в Университете марксизма-ленинизма МК КПСС, получив высшее политическое образование. В 1991—1992 годах учился в Школе международного бизнеса МГИМО МИД СССР.
В 1992—1996 годах Ильинский работал в университетах Турции и Италии (Эгейский университет, Пармский университет).
В Финансовом университете при Правительстве РФ работает с 1998 года: по 2007 год был профессором кафедры математического моделирования экономических процессов. С 2007 года Александр Ильинский — декан-организатор Международного финансового факультета, программы которого прошли аккредитацию ACCA, ICAEW и CIMA, а также профессор кафедры макроэкономического регулирования. С 2014 по март 2022 года — декан факультета Международных экономических отношений Финансового университета, затем — научный руководитель этого факультета. Был научным руководителем магистерской программы «Международные финансы» совместной с Университетом Глазго.
А. И. Ильинский является председателем Объединённого ученого совета факультетов МЭО (Международные экономические отношения), МФФ (Международный финансовый факультет) и международного туризма, спорта и гостиничного бизнеса. Член Научно-экспертного комитета Российско-Китайского делового совета. Профессор Ильинский А. И. работает с 2013 года главным редактором первого в России академического англоязычного реферируемого журнала по бизнесу и экономике Review of Business and Economics Studies. Также является членом редколлегии международных научных журналов Eurasian Journal for Sustainable Energy Development и Quarterly «e-Finanse» и ряда российских журналов, входящих в список ВАКа.

## Награды и премии
- Лауреат международной премии KPMG Recruitment Award Best в разделе Campus for Recruitment.
- За успехи в работе награждён премиями и благодарностями ректора
- Серебряный нагрудный знак «Почётный работник Финансового университета».
- Звание «Почетный работник сферы образования Российской Федерации» было присвоено Министерством образования и науки РФ.

## Научные труды
Научные труды:
- ALEXANDER ILYINSKY, Advs. Complex Syst., 04, 57 (2001). DOI: 10.1142/S0219525901000073
- SPECTRAL REGULARIZATION, DATA COMPLEXITY AND AGENT BEHAVIOR
- Modeling Complexity in Economic and Social Systems Edited by: Frank Schweitzer (Fraunhofer Institute for Autonomous Intelligent Systems, Germany)
- Экономико-математическое моделирование:2-е издание — М,: Экзамен ХХI, 832 стр. 2006. ISBN 5-472-01573-1
- Energy View of BSEC countries — 2008, Athens 2009, ISBN 978-960-466-041-4.
- Energy view of BSEC Countries 2012. Special edition on climate change policies. Athens: NKUA, KEPA, 2012,- 243р. ISBN 978-960-466-107-7[2]

## Учебно-методические работы
- Преподаватель — основная фигура в реализации инновационной системы образования. — М.: Финансовый университет, 2011 — 279 с.
- Экономико-математическое моделирование (Часть 1). Моделирование микроэкономических процессов и систем . М.: Финансовая академия, 2010 − 36 с.